# Music Feeds
Music Feeds est un magazine numérique bimensuel gratuit de musique et de style de vie (street press) créé en 2008 et basé à Sydney, en Australie.

## Parution
Il est distribué électroniquement tous les deuxièmes mardis du mois, avec du matériel supplémentaire publié régulièrement sur le site Web.

## Couverture
Concurrent direct de Drum Media (en) et The Brag, Music Feeds prétend couvrir davantage de musiciens indépendants et autofinancés. Il s'agit d'une distinction qui a été notée par plusieurs sources musicales locales,,.